# Cimo de Vila da Castanheira
Cimo de Vila da Castanheira, ou apenas Cimo de Vila, é uma  povoação portuguesa sede da Freguesia de Cimo de Vila da Castanheira do Município de Chaves, freguesia com 16,42 km² de área e 338 habitantes (censo de 2021), tendo, por isso, uma densidade populacional de 20,6 hab./km².

## História
Fez parte do concelho de Monforte de Rio Livre até à sua extinção em 31 de Dezembro de 1853, passando a integrar o concelho (atual município) de Chaves. É composta pelas povoações de Cimo de Vila de Castanheira e Dadim.

## Demografia
A população registada nos censos foi:
| Distribuição da População por Grupos Etários | Distribuição da População por Grupos Etários | Distribuição da População por Grupos Etários | Distribuição da População por Grupos Etários | Distribuição da População por Grupos Etários |
| -------------------------------------------- | -------------------------------------------- | -------------------------------------------- | -------------------------------------------- | -------------------------------------------- |
| Ano                                          | 0-14 Anos                                    | 15-24 Anos                                   | 25-64 Anos                                   | > 65 Anos                                    |
| 2001                                         | 67                                           | 85                                           | 289                                          | 164                                          |
| 2011                                         | 41                                           | 53                                           | 227                                          | 158                                          |
| 2021                                         | 19                                           | 19                                           | 147                                          | 153                                          |

## Empresas sediadas em Cimo de Vila da Castanheira
- Pereira, Fernandes e filhos
- Serralharia Serrana
- Levi Orfão Gonçalves
- Cozinha tradicional da Lurdes

## Património
- Igreja de São João Baptista (Cimo de Vila da Castanheira)
- Castelo do Mau Vizinho ou Castelo dos Mouros
- Capela de São Sebastião
- Igreja moderna de Cimo de Vila da Castanheira
- Capelinha do Senhor da Piedade
- Escola primária de Cimo de Vila da Castanheira
- Casa florestal de Cimo de Vila da Castanheira
- Residência paroquial de Cimo de Vila da Castanheira